# Ebert
Ebert (Eberd, Ebbert) – odmiana herbu szlacheckiego Łuk.

## Opis herbu
W polu srebrnym łuk czarny, napięty, ze strzałą srebrną, w słup. Klejnot: pół męża czarno ubranego, przepasanego pasem białym, z rękoma na biodrach, w białym kapeluszu, na którego szpicu kulka z piórkami kogucimi.

## Najwcześniejsze wzmianki
Indygenat w roku 1685 otrzymał za waleczność Jan Leonard Ebert, porucznik regimentu wojewody kaliskiego.

## Herbowni
Eberd, Ebert.